# Geislingen an der Steige
Geislingen an der Steige è una città tedesca di 28 655 abitanti, situata nello Stato del Baden-Württemberg.

## Amministrazione

### Gemellaggi
Geislingen è gemellata con:
- Bischofswerda, dal 1990[2]
- Montceau-les-Mines, dal 1993[3]

Inoltre, dal 1953 Geisligen esercita un patronato sui profughi tedeschi della Moravia meridionale.